# 바르샤바 조약 기구
바르샤바 조약 기구(러시아어: Организация Варшавского договора 오르가니자치야 바르샵스코고 도고보라[*], 영어: Warsaw Pact 워소 팩트[*], 문화어: 와르샤와 조약 기구)는 1955년 5월 14일 폴란드 바르샤바에 모인 동구권 국가 8개국이 니키타 흐루쇼프의 제안을 통해 결성한 군사 동맹 조약 기구로, 정식 명칭은 우호협력상호원조조약(러시아어: Договор о дружбе, сотрудничестве и взаимной помощи, 영어: Treaty of Friendship, Co-operation, and Mutual Assistance, 문화어: 우호, 협조 및 호상원조에 관한 조약)이다.

## 창설

바르샤바 조약 기구 가입국

바르샤바 조약 기구 창설 이전, 서유럽 국가와 미국, 캐나다가 NATO를 창설하였다. 이에 소련이 대응하여 동구권 국가들의 집단 군사 동맹 기구를 창설하였다.

### 회원국
- 독일 민주 공화국 (1990년 서독과의 통일로 탈퇴)
- 루마니아 사회주의 공화국
- 불가리아 인민 공화국
- 소비에트 사회주의 공화국 연방
- 알바니아 사회주의 인민 공화국 - (1968년 9월 13일 체코슬로바키아에 대한 소련의 군사 개입에 항의하여 탈퇴하였다.)[1]
- 체코슬로바키아 사회주의 공화국
- 폴란드 인민 공화국
- 헝가리 인민 공화국

## 경과
1985년 4월 26일에 조약의 유효기간을 20년 연장하였으나, 1989년 10월 23일 헝가리 인민공화국 정권이 사라지면서 탈퇴했고, 12월 25일 루마니아 사회주의 공화국도 붕괴되어 탈퇴했으나 1990년 2월, 불가리아 인민 공화국도 몰락했다가 10월 독일이 통일하면서 동독이 탈퇴하고 폴란드 인민 공화국도 탈퇴함과 동시에 1991년 12월, 중심적인 국가인 소련도 해체되어 이 조약이 유명무실해졌다.
1991년 7월 1일 프라하에서 열린 모임에서 이 조약은 해체를 선언했다.

## 해체 이후
1999년 3월 12일 체코, 폴란드, 헝가리 등이 나토(NATO)에 가입했으며, 뒤를 이어 2004년 3월 29일 루마니아, 불가리아, 슬로바키아, 라트비아, 리투아니아, 에스토니아, 슬로베니아가 나토에 가입했다.

### 독립 국가 연합
1991년 소비에트 연방이 해체되자 구소련 국가 10개국이 독립국가연합(CIS)를 구성했다.

## 같이 보기
- 독립 국가 연합
- 북대서양 조약 기구
- 소비에트 연방의 해체